# مالکوم اسپنس (دونده)
مالکوم اسپنس (انگلیسی: Malcolm Spence; ۴ سپتامبر ۱۹۳۷ – ۳۰ دسامبر ۲۰۱۰) ورزشکار دو و میدانی اهل آفریقای جنوبی بود.